# Los Montes de la Ermita

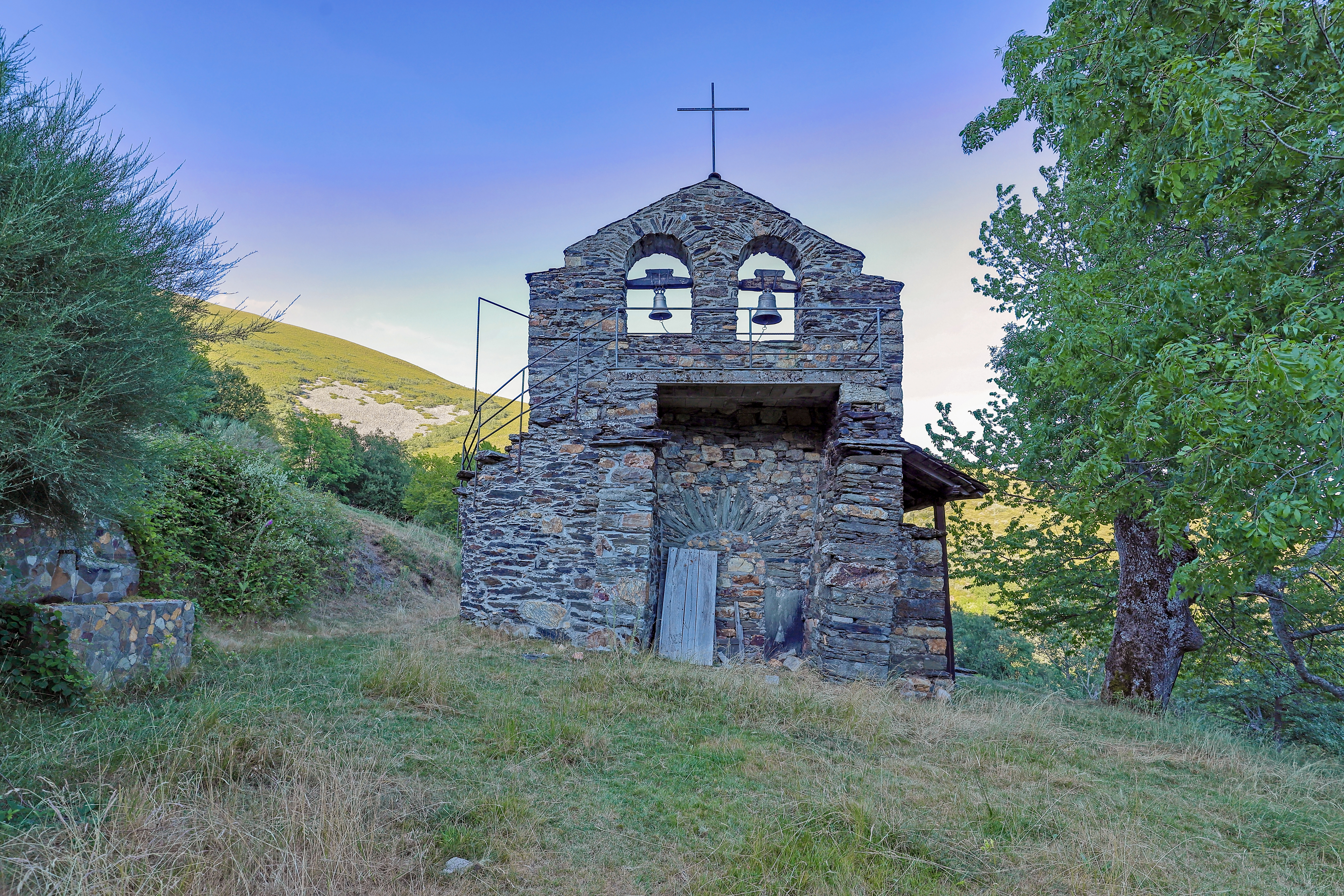
Iglesia parroquial Virgen de las Llamas

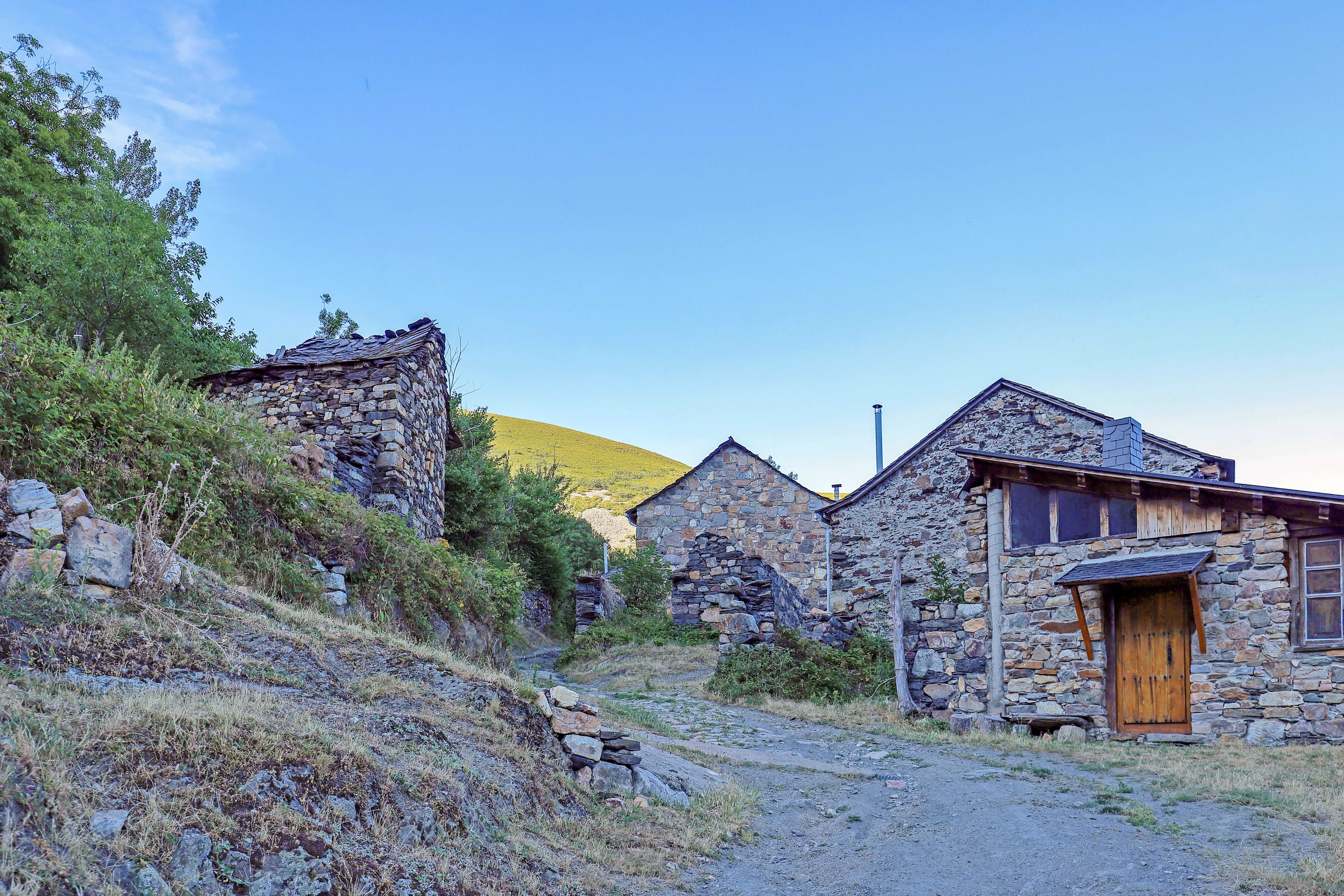
Calles

Los Montes de la Ermita es un lugar español perteneciente al municipio de Igüeña, en la comarca de El Bierzo, provincia de León, comunidad autónoma de Castilla y León. Está considerado oficialmente como despoblado desde 1981, fecha en la que no quedaban habitantes, ya que todos se habían trasladado a pueblos vecinos para estar más cerca de sus lugares de trabajo. A pesar de todo ha sido utilizada por muchos vecinos como segunda residencia, y continuaron activas explotaciones ganaderas. En enero de 2023 finalizó la situación de despoblamiento al reconocerse los derechos a su, por el momento, único habitante.

## Historia
Sebastián Miñano, en su Diccionario geográfico y estadístico de España y Portugal (1826-1829), señalaba que era un lugar señorial perteneciente al partido de Ponferrada y a la jurisdicción de Bembibre. Su población era de 112 habitantes y contribuía conjuntamente con Colinas y Urdiales. Años más tarde, Pascual Madoz, en su Diccionario geográfico-estadístico-histórico de España y sus posesiones de Ultramar (1845-1850), lo describe en la provincia de León, partido judicial de Ponferrada, diócesis de Astorga, audiencia territorial y capitanía general de Valladolid, ayuntamiento de Igüeña. Lo sitúa en un valle junto a un arroyo que forma parte del río Boeza, donde goza de un clima templado y sano. Señala que contaba con unas 29 casas, escuela de primeras letras, iglesia de San Claudio (aneja de Colinas) y buenas aguas potables. Producía granos, alguna legumbre, patatas y pastos, se criaba ganado y había caza; además, contaba con algunos telares de lienzos. Su población era de 112 habitantes.
La Asociación Cultural de Antiguos Vecinos de Los Montes de la Ermita ha ido restaurando partes del pueblo, como la iglesia, la escuela (en 2009, como Casa del Pueblo) o el camino de acceso (en 2006).
A finales de 2020, un vecino que residía en el pueblo solicitó ser empadronado, pero el Ayuntamiento de Igüeña se lo negó asegurando que no se reunían los requisitos mínimos de habitabilidad. En junio de 2021, se publicó una orden autonómica que formalizó la disolución de la Junta Vecinal, pero en marzo de 2022 el Juzgado de lo Contencioso–Administrativo número 2 de León anuló la resolución del Ayuntamiento. Este recurrió la sentencia sin éxito: en enero de 2023, el Tribunal Superior de Justicia confirmó íntegramente el pronunciamiento de primera instancia destacando que resultaba irrelevante a los efectos del derecho de este vecino que la Junta Vecinal hubiera sido o no disuelta.
Según afirmaron los abogados del vecino denunciante, en el pueblo existen numerosas viviendas rehabilitadas, en buen estado de conservación y habitadas, y la inexistencia de vecinos en el padrón municipal se ha debido a la negativa del Ayuntamiento de Igüeña durante años a dar de alta en el padrón a los vecinos que lo solicitaban.

## Cultura

### Patrimonio
Iglesia de Ntra. Sra. de las Llamas, típica construcción del Bierzo de una nave, del siglo XIX, cuyo origen debió ser una ermita anterior. Fue restaurada por primera vez en 1987 y más tarde en 2009.

### Festividades
Las fiestas patronales del pueblo son el penúltimo fin de semana de agosto, en honor a la Virgen de las Llamas, y no dejaron de celebrarse, aún cuando el pueblo quedó deshabitado. Estas fiestas son una romería, en la que se celebra tradicionalmente una misa seguida de la llamada 'ronda de las bodegas', en la que varias casas sacan ante su puerta una mesa con pinchos y dulces para los traseuntes. Después por la tarde se celebra la tradicional partida de bolos en la plaza del pueblo, seguida del baile, amenizado por una orquesta.